# Doc's da Name 2000
Doc's da Name 2000 è un album discografico in studio del rapper statunitense Redman, pubblicato nel 1998.

## Tracce
1. Welcome 2 da Bricks – 1:56
2. Let da Monkey Out – 3:14
3. I'll Bee Dat! – 4:31
4. Get It Live – 3:15
5. Who Took da Satellite Van (skit) – 0:46
6. Jersey Yo – 3:18
7. Cloze Ya Doorz (featuring Diezzel Don, Double-O, Gov Mattic, Roz & Young Zee) – 4:00
8. I Don't Kare – 3:20
9. Boodah Break – 1:51
10. Million Chicken March (2 Hot 4 TV) (skit) – 1:21
11. Keep On '99 – 4:30
12. Well All Rite Cha (featuring Method Man) – 4:15
13. Pain in da Ass Stewardess (skit) – 2:05
14. Da Goodness (featuring Busta Rhymes) – 4:09
15. My Zone! (featuring Markie & Shooga Bear) – 2:37
16. Da Da DaHHH – 3:59
17. G.P.N. (skit) – 2:07
18. Down South Funk (featuring Erick Sermon & Keith Murray) – 3:40
19. D.O.G.S. – 3:50
20. Beet Drop – 1:12
21. We Got da Satellite Van (skit) – 0:57
22. Brick City Mashin' – 3:11
23. Soopaman Lova IV (featuring Dave Hollister) – 2:24
24. I Got a Secret – 3:30